# لي جنكينز (لاعب كرة قدم)
لي جنكينز (بالإنجليزية: Lee Jenkins)‏ (28 يونيو 1979 في المملكة المتحدة - ) هو مدرب كرة قدم ولاعب كرة قدم بريطاني في مركز الوسط. شارك مع منتخب ويلز تحت 21 سنة لكرة القدم. أما مع النوادي، فقد لعب مع سوانزي سيتي ونيوبورت كونتي ونادي كيدرمينستر هاريرز لكرة القدم وRedditch United F.C. ‏ وCaersws F.C. ‏ وCarmarthen Town A.F.C. ‏.

## وصلات خارجية
- لي جنكينز على موقع قاعدة بيانات كرة القدم.إي يو (الإنجليزية)
- لي جنكينز على موقع Soccerbase.com (لاعب) (الإنجليزية)